# DC++
DC++ è un client di file sharing peer-to-peer open source il quale è in grado di connettersi alla rete Direct Connect o al protocollo ADC. Inizialmente fu sviluppato da Jacek Sieka, sotto il nickname di arnetheduck.
DC++ è un'alternativa gratuita e open source al client originale, NeoModus Direct Connect (NMDC): tale software si connette alla stessa rete di file-sharing e supporta gli stessi protocolli. Una delle ragioni che comunemente si attribuisce alla suddetta popolarità di DC++ è la completa assenza di adware di qualsiasi tipo, diversamente da NMDC. Nel 2008, DC++ è stato utilizzato dal 90% dei membri della comunità di Direct Connect.
Esistono molti altri client per la rete Direct Connect e la maggior parte di questi non sono altro che delle modifiche ("mods") di DC++ e basate sul codice sorgente di DC++ (vedi lista sotto).

## Client derivati
Un vantaggio dell'indole gratuita e open source di DC++ è di aver permesso la nascita di diversi derivati (mods) che aggiungono peculiarità al client originale. La maggior parte delle mod gira in ambiente Windows, ma alcune sono state sviluppate anche per i sistemi Linux, Macintosh, BSD ed Haiku.
Diversi utenti sviluppano delle patch le quali vengono incluse nelle release, ma alcune di queste vengono scartate dagli sviluppatori del programma. Le ragioni che stanno alla base di questi scarti possono essere la programmazione mal eseguita oppure caratteristiche che vengono di scarsa importanza (o anche completamente inutili) oppure adatte ad usi altamente specializzati. Esempi delle aggiunte più notevoli possono essere: la possibilità di limitare la banda di upload (molti utenti considerano scorretto l'uso di questa feature, mentre altri che non usano una connessione full-duplex possono ottenere un'adeguata velocità di download solo limitando la banda di upload), chat colorate e ulteriori specifiche funzioni a disposizione degli operatori (ad es. il controllo dello sharing e dei client).
Sotto è riportata una lista di alcune mod con le loro relative particolarità:

### Caratteristiche generali
| Client      | FOSS | Licenza                | Lo sviluppo è attivo? |
| ----------- | ---- | ---------------------- | --------------------- |
| AirDC++     | Si   | GNU GPLv2 o successivi | Si                    |
| TkDC++      | Si   | GNU GPLv2 o successivi | Si                    |
| ApexDC++    | Si   | GNU GPLv2 o successivi | Si                    |
| DC++        | Si   | GNU GPLv2 o successivi | Si                    |
| EiskaltDC++ | Si   | GNU GPLv2 o successivi | Si                    |
| FlylinkDC++ | Si   | GNU GPLv2 o successivi | Si                    |
| LinuxDC++   | Si   | GNU GPLv2 o successivi | Si                    |
| RSX++       | Si   | GNU GPLv2 o successivi | Si                    |
| StrongDC++  | Si   | GNU GPLv2 o successivi | Si                    |
| Client      | FOSS | Licenza                | Attivo                |

### BCDC++
Caratteristiche:
- configurazione automatica in modo attivo dell'IP
- limitazione della banda
- chat colorata (ad es. nickname evidenziati)
- supporto per lo scripting in Lua
- Winamp, MPlayerC and iTunes "Now Playing" messages, ossia la possibilità, attraverso un comando, di inviare nella chat i file multimediali che si stanno ascoltando al momento

### fullDC
Caratteristiche:
- chat colorata
- rotazione dei log della chat
- popup per alcuni eventi (PM, disconnessione dall'hub)
- miglioramenti della
- tempo mancante per

### LDC++
- aspetto personalizzabile
- file sharing parziale, possibilità di condividere anche i file in download
- download a segmenti (o download multisorgente)
- visualizzazione delle informazioni sugli MP3 prima del download
- chat colorata e customizzabile
- emoticon
- limitazione banda

### RevConnect
Caratteristiche:
- download a segmenti dei file (o download multisorgente)
- kademlia
- partial file sharing, ossia la possibilità di condividere anche i file in download
- sistema a crediti

### StrongDC++
Caratteristiche:
- chiusura automatica del PC
- download a segmenti dei file (o download multisorgente)
- coda di upload reale
- mostra i popup per alcuni eventi
- ordinamento dei file per cartella
- rilevatore di fake
- filtro dei risultati di ricerca
- emoticon per la chat
- tool per ottenere il TTH di ogni file
- limitazione della banda
- raggruppamento dei risultati di ricerca per TTH
- aspetto personalizzabile
- visualizzazione delle informazioni sugli MP3 prima del download
- partial file sharing, ossia la possibilità di condividere anche i file in download
- suoni personalizzabili

### Altre mod
- McDC++
- DCDM++
- DDC++
- IceDC++
- LanDC++
- ApexDC++ Speed Mod
- iDC++
- FreeDC++